# Hohenzollernplatz (metropolitana di Berlino)
La stazione di Hohenzollernplatz è una stazione della metropolitana di Berlino, sulla linea U3. È posta sotto tutela monumentale (Denkmalschutz).

## Storia
Il 5 ottobre 1909, quando cominciarono i lavori per questa stazione, segnò l'inizio della costruzione della linea Wilmersdorf-Dahlem; la stazione entrò in servizio contemporaneamente alle altre della stessa linea il 12 ottobre 1913.